# Buddy Fields
Arthur B. "Buddy" Fields, född den 24 september 1889 i Wien, Österrike-Ungern, död den 4 oktober 1965 i Detroit, var en österrikiskfödd amerikansk kompositör och sångtextförfattare. Han samarbetade med Gerald Marks och tillsammans skrev de "I'll Get Along Somehow" 1932. Mest känd är han för "You Gotta Be a Football Hero"  som han skrev tillsammans med Al Sherman och Al Lewis 1933.